# Mukinbudin
Mukinbudin è una città situata nella regione di Wheatbelt, in Australia Occidentale; essa si trova 290 chilometri a est di Perth ed è la sede della Contea di Mukinbudin. Al censimento del 2006 contava 281 abitanti.